# انتخابات سراسری ایتالیا (۲۰۲۲)
انتخابات عمومی ایتالیا (انگلیسی: 2022 Italian general election) یک انتخابات زودهنگام بود که در ۲۵ سپتامبر ۲۰۲۲ در ایتالیا برگزار شد تا تمامی کرسی های انتخابی هر دو مجلس پارلمان ایتالیا برگزیده شود. در رکوردی از کمترین مشارکت انتخاباتی، حزب راست میانه به رهبری جورجا ملونی با کسب ۲۶ درصد آرا حائز اکثریت پارلمانی شد تا مسئول تشکیل دولت ائتلافی شود.